# الیاسی خلیفه‌حسین
الیاسی خلیفه‌حسین، روستایی از توابع بخش مرکزی شهرستان سرپل ذهاب در استان کرمانشاه ایران است.

## جمعیت
این روستا در دهستان دشت ذهاب قرار دارد و براساس سرشماری مرکز آمار ایران در سال ۱۳۸۵، جمعیت آن ۱۷۰ نفر (۳۴خانوار) بوده‌است.